# Janusz Wojtyna
Janusz Jan Wojtyna (ur. 10 lutego 1941, zm. 29 grudnia 2022 w Łodzi) polski kierowca i pilot rajdowy, współtwórca sukcesów Ośrodka Badań Rozwojowych FSO. Wielokrotny rajdowy mistrz i wicemistrz Polski. Uczestniczył w ponad 120. rajdach samochodowych.

## Kariera rajdowa
Startował w rajdach samochodowych od lat 60. m.in. jako pilot Mariana Bublewicza, Andrzeja Jaroszewicza, Jerzego Landsberga, Mariana Bienia, Krzysztofa Komornickiego i Tomasza Ciecierzyńskiego odnosząc liczne sukcesy – m.in. zdobywając 1 miejsce w klasyfikacji generalnej Rajdu Stomil – Rzeszowskiego oraz Rajdu Krakowskiego Krokusy w 1978 roku (z Jerzym Landsbergiem na samochodzie Opel Kadett GT/E), 5 miejsce w klasyfikacji generalnej Rajdu Costa Brava i 5 miejsce w klasyfikacji generalnej Rajdu Jugosłowiańskiego YU-Rally w 1975 roku (oba z Andrzejem Jaroszewiczem na samochodzie Fiat 124 Abarth Rallye), a także 1 miejsce w klasyfikacji generalnej Rajdu Wisły 1982 (z Marianem Bublewiczem na samochodzie Opel Kadett GT/E).
W 1972 roku startował wraz z Andrzejem Jaroszewiczem jako pilot w Rajdzie Monte Carlo Polskim Fiatem 125p – załoga wycofała się po wypadku.
W 1973 roku w Rajdzie Monte Carlo, jadąc jako pilot Polskim Fiatem 125p 1500, wraz z kierowcą Marianem Bieniem uzyskali 41. miejsce w klasyfikacji generalnej i 5. miejsce w klasie 2/4.
Jako kierowca rajdowy Janusz Wojtyna odnosił liczne sukcesy startując własnymi samochodami BMW 2002 Ti, Polskim Fiatem 125p 1500, Fordem Capri 3000, Skodą 120 S Rallye – m.in. 1 miejsce w klasie 6. w Rajdzie Warszawskim 1970, 1 miejsce w klasie II / 5-6 w Rajdzie Stomil 1973, 1 miejsce w klasie II / 9-13 w Rajdzie Wisły 1973, 1 miejsca w klasie II /9-13 w rajdach Kormoran i Dolnośląskim w 1974 roku. Na samochodzie FSO Polonez 2000 Rally zdobył 1 miejsce w klasie B-22 w Rajdzie Warszawskim FSO w 1985 roku. Reprezentował Polskę kilkukrotnie w Rajdowym Pucharze Pokoju i Przyjaźni Krajów Socjalistycznych - m in. w Rajdzie Złote Piaski (1971 - 7 miejsce w klasyfikacji generalnej, 2 miejsce w klasie 2000) Internationale Rallye Wartburg (1970 - 22 miejsce w klasyfikacji generalnej, 2 miejsce w klasie).
Uzyskał Rajdowe Mistrzostwo Polski w 1974 roku (kl.9-13 gr II) i wicemistrzostwo Polski w latach 1970 (kl. 6 pow 1600), 1982 (kl.9-15 gr II).

## Życie prywatne
Żonaty z Romaną Wojtyną, z którą, jako pilotem startował w wielu rajdach.
Janusz Wojtyna był znany z dowcipu, umiejętności opowiadania, a także z zaangażowania w życie sportu rajdowego w Polsce.